# Calice (anatomie)
Pour les articles homonymes, voir Calice.
Dans le rein, les calices collectent l'urine depuis les pyramides rénales, et en se rejoignant forment les bassinets.

## Étymologie

Anatomie du rein : 1-Pyramide rénale, 2-Artère efférente, 3-Artère rénale, 4-Veine rénale, 5-Hile rénal, 6-Pelvis rénal, 7-Uretère, 8-Calice mineur, 9-Capsule rénale, 10-Capsule rénale inférieure, 11-Capsule rénale supérieure, 12-Veine afférente, 13-Néphron, 14-Calice mineur, 15-Calice majeur, 16-Papille rénale, 17-Colonne rénale.

Calice vient du grec kalux : enveloppe de fleur.

## Anatomie
Les calices constituent la partie des voies excrétrices des reins qui donne naissance au bassinet (ou pelvis rénal).
Rappel : chez l'homme et les mammifères, l’intérieur des reins se divise en trois parties (de l’extérieur à l’intérieur) : le cortex à l'extérieur, la médullaire au centre, qui renferme des millions d’unités de filtrations dénommées néphrons produisant l'urine et les calices et le bassinet qui sont les cavités collectrices d’urine.
Les calices reçoivent donc l’urine depuis les néphrons qui est ensuite déversée dans le bassinet. L’urine s’écoule ensuite par les uretères jusqu’à la vessie.
Il existe deux types de calices : les petits calices (environ 8 à 12) qui sont des conduits très fins, et les grands calices (ou calices majeurs) formés par la réunion de petits calices au nombre de 2 ou 3 par rein,.
Les calices majeurs, appelés « tiges calicielles » dans le jargon urologique, sont formés par la confluence de deux à quatre calices mineurs. Ils sont disposés dans le plan frontal du rein et dans le même plan que le pelvis rénal. Dans deux tiers des cas, il existe deux calices majeurs (supérieur et inférieur), et dans presque un tiers des cas, trois (supérieur, moyen et inférieur). La longueur et la largeur des calices majeurs sont variables, mais ils confluent tous vers le pelvis rénal.
Les calices mineurs (ou « fonds de calices ») sont des conduits moulés sur les papilles rénales. Ils forment ainsi des cavités convexes vers l’extérieur, dont le nombre est égal à celui des papilles rénales (8 à 12).
Les petits calices sont disposés dans des plans variables selon les papilles dont ils proviennent. Dans l’ensemble, ils forment généralement deux plans, l’un antérieur, l’autre postérieur. Les calices majeurs, sont disposés dans un plan frontal.

## Pathologie

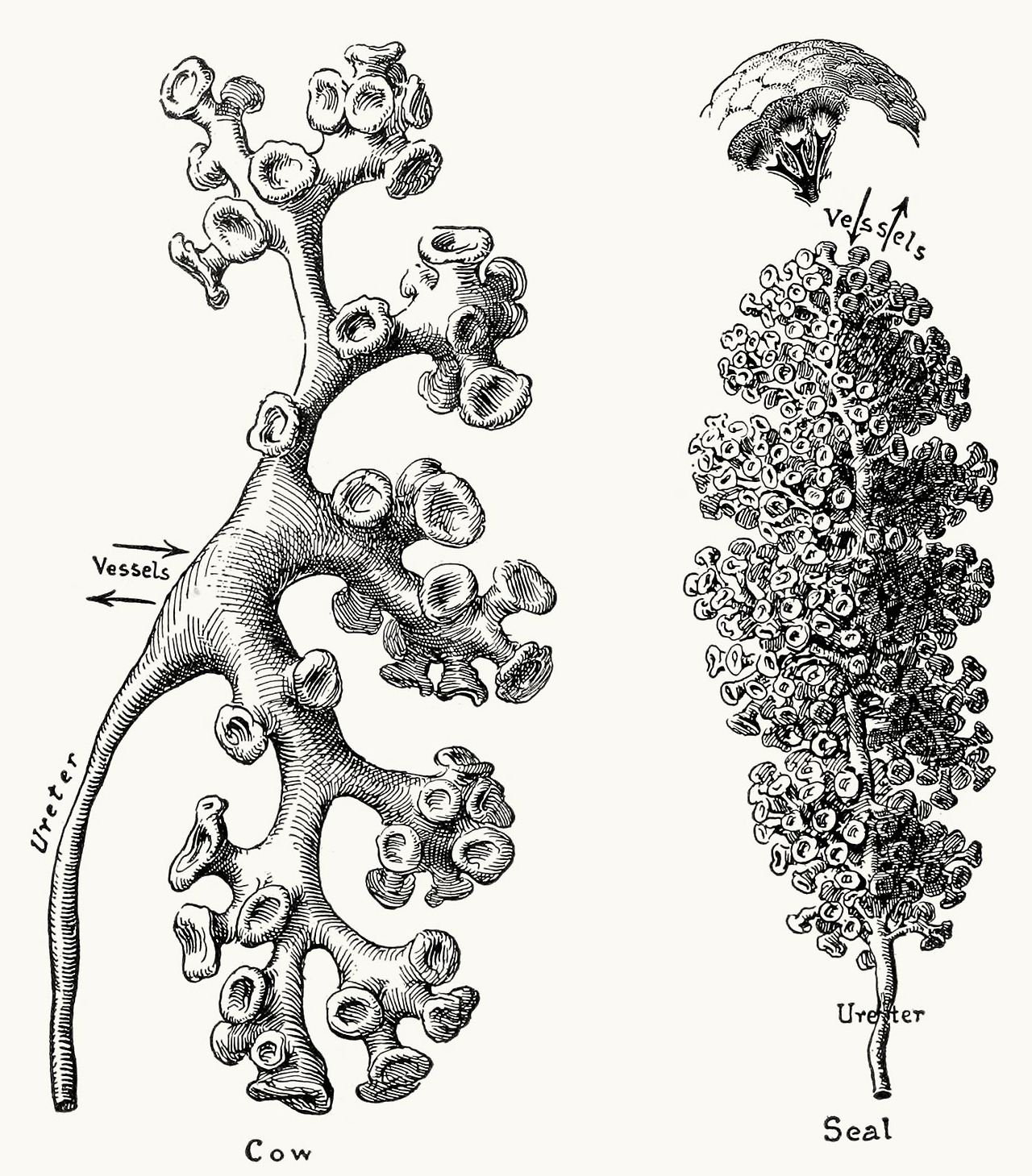
Anatomie comparée des voies excrétrices du rein chez la vache (à gauche) et le phoque (à droite), d'après Hirtl (1922).

Les calices, comme toutes les voies excrétrices urinaires peuvent être le siège de lithiase urinaire (calcul) provoquant les coliques néphrétiques.
Les malformations calicielles regroupent des anomalies dont certaines sont rares, voire exceptionnelles comme : la mégacalicose, l'hydrocalice, les calices extrarénaux, les sténoses infundibulaires ou infundibulopyéliques, le syndrome de Fraley (en) et plus fréquemment le diverticule pyélocaliciel. Ces malformations sont en général révélées à l'occasion de complications en particulier lithiasiques.
La mégacalicose se caractérise par une augmentation très importante du volume des calices rénaux, associée à une atrophie (diminution) des pyramides de Malpighi. L'hydrocalice prend souvent place dans une hydronéphrose qui affecte aussi le bassinet (augmentation du volume du bassinet, des calices et souvent du rein, secondaire à une accumulation d'urines normales, non infectées)